# ガリレオシリーズ
『ガリレオシリーズ』は、日本の推理作家東野圭吾原作の推理小説で、物理学者・湯川学を主人公とした連作ミステリーシリーズの総称。

## 概要
初出は『オール讀物』1996年11月号。天才物理学者・湯川学が大学時代の友人である刑事・草薙俊平の依頼を受けて、一見超常現象とも取れる不可解な事件を科学によって解決していく。また、シリーズ第2作以降は論理的な推理によって、解決するものもある。作者が理系出身であることを生かし持っている知識をフル活用して書いた作品で、検証こそされていないが原作中に登場するトリックはすべて理論的には可能なものである。
古くから推理小説においては、「世間において、あまり一般的ではない科学技術を駆使したトリックは使用しない」という暗黙の了解が存在するが、本シリーズではこれを意図的に破っている。
2007年10月から短編集2作を原作としたテレビドラマ 『ガリレオ』として放映された。テレビドラマ化発表時点でシリーズ全体の発行部数は約160万部であったが、その後売上を伸ばし、さらには『容疑者Xの献身』の文庫化もあって、2008年8月現在では発表時点の公表より大きく上回り400万部を突破した。また、2008年10月にはテレビドラマの劇場版として同キャスト・スタッフにより探偵ガリレオシリーズ第3作『容疑者Xの献身』が映画化された。
シリーズ初の長編作『容疑者Xの献身』は第134回直木三十五賞を受賞し、日本人として史上2作目となるエドガー賞候補となった。2013年3月5日に、発行部数がシリーズ合計で1000万部を超えたと発表された。
2012年に刊行された単行本『禁断の魔術』に収録の短編「猛射つ」は、2015年6月10日発売の文春文庫に収録時に長編小説に改稿した文庫オリジナルとなっている。「猛射つ」と共に掲載されていた短編は、3月10日発売の文春文庫『虚像の道化師』にまとめられた。
2022年8月、発行部数がシリーズ累計で1500万部を超え、刊行済みのガリレオシリーズの中からジュニア向けに再編成された『ガリレオの事件簿』が刊行された。

## 登場人物

### メイン
湯川学（ゆかわ まなぶ）
主人公。帝都大学物理学助教授（准教授）で、理工学部物理学科第十三研究室に所属。『沈黙のパレード』以降では教授に昇進している。帝都大学理工学部卒業。「爆ぜる」連載当時34歳。「曲球る」では38歳のプロ野球選手より少し年上、「猛射つ」では40歳前後、『沈黙のパレード』では40歳過ぎと表記されている。
物理学においては天才的な頭脳を持つほか、かなりの雑学的知識を有する。また、洞察力にもたけ、女性の職業を当てたことがある。その能力を駆使して草薙が持ち込む難事件を少ない情報で論理的に解決していくため、捜査一課からは「ガリレオ（先生）」とあがめられるほど。しかし、本人はその呼び名を嫌がっている。その素顔はベールに包まれていて、生活観を窺うことができない。夜遅くまで研究を続け、夕食も大学内で済ませているようである（ただし、時々自炊することもある）。かつて大学院2年の秋に、「磁界歯車（磁力を引き上げる実験）」を考案し、某アメリカ企業が買いに来たことがある。しかし、ごく限られた状況下でしか効果がないことがバレ、どこも相手にしなくなってしまった。この歯車は元々行っていたモノポールの証明が失敗したことで、別の角度から研究を行った結果生み出されたものである。純粋な科学者ほど失敗を受け入れず実験の積み重ねを無駄にしたくないとムキになるが、湯川は早々にモノポールの探索に見切りをつけ、「磁界歯車」に取り組んだと『ガリレオの苦悩』所収の「操縦る」で恩師の友永幸正が語っている。
富樫慎二殺害事件（『容疑者Xの献身』参照）での警察の対応で確執を起こして以後、捜査に一切協力しないことを決め、草薙とも疎遠になっていた。しかし内海薫から協力を依頼（『ガリレオの苦悩』）されたのをきっかけに現在は科学者として興味をそそる事件限定で再び協力している。
性格は偏屈で、事件への興味を惹こうとする草薙の話の揚げ足をよくとる。また、ほかの人物が興奮したり騒いだりしても常に自分のペースを変えない冷静さを持ち、滅多に感情的になることはない。しかし『聖女の救済』ではトリックの困難さに苦戦を強いられ、『禁断の魔術』では容疑者を庇いたいという思いから机を叩くなど、いずれも内海の前で苛立ちを見せている。また女性の色香に困惑するなど女慣れしていない様子。このように決して冷たい人間というわけではなく、犯人の事情を知ると「情」に駆られて見逃そうとしたりすることもある。そういった考えもあり、自分がどういう推理をしているのかということを一切話さず、必要になった時にしか語らない（草薙たちに先入観を与え、冤罪を起こしてしまうのではないかと危惧している理由もある）。『禁断の魔術』では必要な情報を意図的に秘匿したり、草薙たちにも事情を話さず一人で事件を解決しようとするなど感情的になっている面が強く出ている。
『禁断の魔術』の事件解決後、草薙や内海たちと花見をするはずだったが、「急遽ニューヨークに行くことになった。怪事件が起こってもアメリカまで来ないでほしい」と草薙にメールを送った。それから四年後の『沈黙のパレード』にて教授となって帰国するが、連絡したのは内海だけで草薙にはしなかった（内海から伝わると考えたため）。
趣味はバドミントン。バドミントン部に属していたころから腕前は高く、現在でも大会で優勝することがある。そのため体格はいいが、当人は学生時代よりは衰えたと述べている。好きなものはインスタントコーヒーでその歴史を諳んじるほどである。またかつてはインスタントコーヒーを自作しようとしたこともあるが『買ったほうが効率が良い』と言う結論に落ち着いたという。草薙が訪れた際には、あまり綺麗に洗っていないマグカップに薄いインスタントコーヒーを淹れてもてなす。他の訪問者にもたいていコーヒーを勧めるが、遠慮されることが多い。一方で他人が淹れるコーヒーにはうるさい。
容姿に関しても「端正な顔立ち」とされ、整った顔であることが窺える。
苦手なものは子供。理由は「論理的でない相手と付き合うのは疲れる」ため。そのため子供と話すのは専ら草薙任せで、疑問を感じると草薙を通して質問をしていた。しかし『真夏の方程式』では彼をもってして「偏屈」と言わしめる少年との交流がある。ドラマ版では近寄られただけで蕁麻疹ができるほどのアレルギーを持っている。女性は論理的な人物もいるため苦手ではないが、付き合っている相手はいない。また結婚に関しても消極的。ドラマ版では「両親が若くして結婚したので生活に苦労した」と語っており、学生同士の結婚に対しても反対していた。
元々は佐野史郎をイメージして創られたキャラクター。最近はドラマ版に影響されて福山雅治をイメージしてしまうらしいこと。ドラマ版の口癖「実に面白い」は「絞殺る」で発言する。草薙俊平いわくペーパードライバーであるが本人は否定する。
本作の主人公ではあるものの、彼が主体に描かれている場面はほとんどなく、視点主になることもない。作品の大半は刑事と容疑者（事象が起きた周辺の人物）の視点によるものである。これは湯川に限った話ではなく、著者のシリーズにはよく見られる傾向である。特に『聖女の救済』では登場までかなり遅い。
湯川は草薙と内海は「信頼できる人間」と恩師の友永幸正に語っている。逆に草薙からは「科学者としては優秀で皆に尊敬されている」と言われた。しかし「人間的には……」と言葉を濁されたので当の湯川はややムキになって聞き出そうとしていた。
ドラマ版では「情」を感じさせない冷徹な描写が多く、犯罪者はもとより恩師であろうとも情けをかけることはないが、優しさがないというわけではない。コメディリリーフを担うこともある他、女好きの一面も見られた。また原作と違い、湯川が単独でトリックの解明に挑む（聞き込みをする）シーンがたびたび描かれた。
草薙俊平
警視庁捜査一課所属・巡査部長（『予知夢』）→警部補、主任（『ガリレオの苦悩』）→警部、係長（『沈黙のパレード』）。「爆ぜる」連載当時34歳。帝都大学社会学部卒業。この小説の最初期から登場する実質的な中心人物であり、視点主として描かれることが多い。『ガリレオの苦悩』では内海薫が主な視点主を務めるが、以降はまた草薙に戻っている。剣道初段、柔道三段の腕前で、ステッキを持って暴れる男を風邪気味の状態にも拘らず容易く取り押さえている。
刑事によくいる強面という感じではなく、「相手を安心させる顔と態度」のため聞き込みに向いていると間宮に評されている（草薙は「間抜け面ってことかよ」と不満そうにしている）。
湯川とはかつて帝都大学バドミントン部での同期だった。突然人体が燃え上がるという事件（「燃える」に収録）で、マスコミが唱えたプラズマ説を検証するために第十三研究室を訪ねて以来、奇怪な事件が起こるたびに、油を売るついでに湯川の協力を仰いでいた。それまでは3年以上も湯川と交流がなく、友人の結婚式を最後に会っていなかった。
人の話を引き出すのが巧く、湯川に事件への興味を惹かせるのにも長けている一方、理数系は大の苦手で、しばしば湯川に突っ込まれていた（なお、湯川はそれを楽しむ傾向があり、草薙もからかわれていると自覚している）。内海薫登場直後（『ガリレオの苦悩』）は、女性ながらの執念深さで捜査に首を突っ込む彼女に「浮いてるぞ」と忠告するなど気遣いが感じられたものの、すぐに冷かしたり、「新人は下が来るまでは何年経っても新人」とやや横柄な態度を見せたりするようになった。また上司である間宮に対し陰でぞんざいな口を聞くなど性格がやや横暴になっている。特に『真夏の方程式』では多々良管理官直々に特命を受けたことで「管理官代行」を自称し、内海から「今日はいつもより威張っている」と軽い嫌みを言われるようになるが、草薙自身は気にした様子はない。一方で湯川との立場も変化し、事件解決後に食事に誘ったり、土産を用意するなど気を使う様子が描かれている。ただし『予知る』では湯川の手を引いて聞き込みに連れて行くなど、強引な面が見られた。
容疑者に対して威圧的な態度をとることは少なく、丁寧な物腰で接していることが多い（実際、『容疑者Xの献身』では逮捕後の石神に対しても敬語を使っている）。
聞き込みの際は「人に好かれやすい顔」ということで間宮からコキ使われることが多い。一見するとお人好しのように見えるが「刑事の鉄則（犯罪者を見逃さない、関係者であっても情報は一切喋らないなど）」を守るという頑なな信念を持っている。このため「情」に駆られて犯人を見逃そうとする湯川とは対立することもあった。内海に対しても「犯人逮捕のためには情報を活かせない県警よりも、湯川に優先して伝えた方がいい」という旨を『真夏の方程式』で語っている。
喫煙者であるが、湯川の前では何を言われるかわからないため吸わないようにしている。愛車は黒のスカイラインで、車を持っていない湯川を現場に送ったりもする。
自宅の部屋は結構散らかっており、布団は敷きっぱなしで床は通り道以外足の踏み場もないほど散らかっている。独身で恋人もいない日々が続いていた。「聖女の救済」では容疑者に対し恋をしてしまうが、事件の真相をつかむため、刑事としての立場を全うする。姉（森下百合）がおり、彼女はすでに結婚、中学生の娘（美砂）がいる（「幻惑す」では高校生になるという）。
なお、「予知夢」の単行本および初期の文庫版で、名前が"俊介"に誤記されていたが、最新の文庫版では"俊平"に戻っている。
湯川に頼ることが多く、彼がトリックに関連した謎を解いた後に犯人を挙げるというパターンが多い。しかし石神哲哉（『容疑者Xの献身』）からは鋭い洞察力の持ち主であると見抜かれ警戒されるなど刑事として有能である。また湯川に頼らずほぼ独力で捜査して現場に遺された痕跡から犯人を逮捕したこともある。
ドラマ版ではサブキャラクターに降格されており、シーズン1では内海薫が、シーズン2では岸谷美砂が湯川の相棒となっている。このため草薙の出番は少ない。しかし劇場版『容疑者Xの献身』では内海とコンビで捜査に取り組むため大幅に出番が増えた。
内海薫
『ガリレオの苦悩』から登場。ドラマ版の作成決定に伴い誕生したキャラクター。
若手の女性刑事で草薙の後輩。岸谷と共に草薙班に所属する。階級は巡査長（『禁断の魔術』）→巡査部長（『沈黙のパレード』）。年齢については明言されていないが『禁断の魔術』の時点では「若い」、『沈黙のパレード』では30歳過ぎに見えると表記されている。周りの人間が目上ばかりなのでほとんど敬語。無表情で動じないタイプなのでクールなように見えるが、実際は感情的で正義感が強く、女性ならではの勘と理論（そして執念深さ）で容疑者を割り出す。付け加えると勝手に突っ走ってしまい一人で悩むタイプ。このため登場当初はしばしば草薙や間宮と意見が対立し、窘められていた。一課内の雰囲気を乱す原因となっているが、女性であることから男たちには大目に見てもらっているらしい。湯川が言うには「草薙には頼りにされている」という（後に草薙自身が独白する）。湯川からも「草薙と内海は信頼できる人間」と彼の恩師に紹介されている。良くも悪くも真相究明に全力を注ぐタイプの刑事で、湯川も一目置いている存在。登場初期はことあるごとに「私が女だからですか？」と言うことがあった。湯川に「相手が期待通りの反応をしないからそう言っているだけ」と指摘されており、すぐに言わなくなった。『真夏の方程式』からはますます横柄になった草薙に軽い嫌みを言うようになったが、共に捜査を進める内に抜群のコンビネーションを見せ始める。草薙が食事を奢ると言うと「高い店に変えようかな」と調子づくなど、なんだかんだで上司と部下の関係は良好のようである。
『ガリレオの苦悩』では視点人物として頻繁に描かれたが、それ以降は草薙が視点人物に戻ったため出番がやや減った。草薙に匹敵する推理力の持ち主だが、観察力・洞察力という点では一歩譲るところがある。
『聖女の救済』では後輩という立場から草薙や間宮に遠慮して自分の意見が言えなくなるなど、気の強さが和らいでいる。
『沈黙のパレード』ではクールさと無遠慮さに拍車がかかり、被害者の恋人から犯人について情報を求められた時は「貴方に教えてもこちらにはメリットがない」と言い放ち突き放している。
ドラマ化にあたって「湯川のパートナーに女性のオリジナルキャラクターを使いたい」という製作者側の要望に東野が「先に自分がその人物を小説に登場させ、その人物の名前を使用する」という条件で快諾し、続編である「落下る」以降の原作にも登場。草薙に代わって、警察に協力しない姿勢をとっている湯川に興味を惹かせようとする。湯川も彼女には甘いところがあるので、草薙からは説得要員として期待されている様子（草薙曰く｢俺が湯川に協力を頼んでも断わられるが、内海に泣きつかれたら嫌とは言えないはず｣）。
愛車は臙脂色のパジェロ。捜査のために電車などで移動するときにはiPodで曲を聴くこともある。なお、ドラマで湯川を演じる福山雅治のアルバム楽曲が入っている。

### 警視庁捜査一課
間宮慎太郎
草薙の上司。捜査一課所属係長。強面に太い腕と刑事というよりは職人風の見た目。湯川の活躍を草薙の話を通して聞いており、湯川の事を「ガリレオ先生」と呼ぶようになる。当初は外見通り粗野な面が目立つ人物で乱暴な口調になることがあったが、『聖女の救済』では草薙と内海の議論を微笑ましそうに見守ったり、内海のことを気に掛けたりと上司として優しい面を見せている。しかし連載が進むに連れ、草薙に面倒事を押しつけたりするようになったり、草薙の推理を自分の推理として捜査会議で話すなど保守・保身的な言動をするようになった。そのため草薙には内心でボヤかれており、あまり尊敬されていない。『聖女の救済』では草薙から「おやじ」と呼ばれている。
草薙のことは信頼しているようで、事件が起こるとコキ使うことが多い。
岸谷（きしたに）
草薙と同じ班にいる若手刑事→40歳前後（『沈黙のパレード』）。階級・役職は警部補、主任（『沈黙のパレード』）。
草薙の後輩であり、彼にジョークを言ったりなど関係は良好。「やっとできた後輩」の内海に対しては先輩風を吹かそうとするが上手くいかない（『聖女の救済』）。母子家庭で育ったこともあり、「容疑者Xの献身」では容疑者母子に同情的になるなど人のいい性格。草薙と内海以外の刑事でただ一人、第十三研究室を訪れ、薄汚れたマグカップのもてなしを受けた（『聖女の救済』では湯川も「岸谷君」と名前を覚えている）。
いわゆる準レギュラーであり、登場頻度は間宮より少ない。『聖女の救済』では草薙、内海、間宮の推理についていけないなど頭の回転は然程よくなかったようだが、『沈黙のパレード』では「理知的な顔立ち」と評されるようになっており、写真や情報から容疑者の足取りを推測するなど成長が窺える。
小塚
草薙の同僚の若い刑事。競馬ファン。「転写る」で登場。
根岸
草薙の後輩刑事で「爆ぜる」で登場。
弓削
連載初期に何度か登場した刑事。草薙の一年先輩に当たる。思いつきをあれこれしゃべるムードメーカー的存在。無駄話を嫌う間宮も黙認している。「離脱る」にて登場。
TVドラマ版では準レギュラーとして登場している。原作とは異なり草薙の後輩で内海の相棒。性格も変わっており、内海に対して横柄で邪険にしている。スピンオフ作品『ユンゲル』では主人公を務める。
牧田
草薙曰く、「人間がしっかりしている」という後輩刑事。「夢想る」「霊視る」「騒霊ぐ」にて登場。草薙と共に捜査に当たった。
小田
「予知る」で登場しこの事件を普通の自殺と考える。その後、草薙にバトンタッチした。
牧村
草薙たちの班で、「ガリレオの苦悩」で登場。
木村課長
論理的な考えをする人物で、湯川からも気が合いそうと見られている。悪魔の手の事件では、記者会見を開いた。
多々良
「ガリレオの苦悩」で登場。長年捜査一課のベテランで管理官。かつては瞬間湯沸かし器の異名をとるほど短気だったらしいが、今は管理官で冷静沈着な見方ができる人物となっている。「真夏の方程式」では、先輩の塚原正次の事故死を認められず、現場に湯川がいると知ると協力を取り付けさせるべく草薙に調査を頼む。
『沈黙のパレード』では理事官（捜査一課長に次ぐ地位）になっており、19年前に未解決に終わった事件の決着を草薙に託す。

### その他の人物
森下百合
草薙の姉。美沙という中学生の娘がいる。「幻惑す」では高校生になると語られている。
草薙に厄介ごとの解決を頼んだり（押しつけたり）、湯川に見合いを勧めてきたりなどとにかくアグレッシブに動くキャラクター。

## シリーズ

### 『探偵ガリレオ』
シリーズ第1作。
- 単行本：1998年5月30日・文藝春秋 ISBN 4-16-317720-5
- 文庫：2002年2月10日・文春文庫 ISBN 4-16-711007-5 （解説：佐野史郎）

| タイトル         | 初出                       | 発生事件・現象         | ドラマ放送回 | 備考                                           |
| ---------------- | -------------------------- | ---------------------- | ------------ | ---------------------------------------------- |
| 燃える（もえる） | 『オール讀物』1996年11月号 | 人体発火               | 第一話       | - 湯川が初めて警察に協力した事件。             |
| 転写る（うつる） | 『オール讀物』1997年3月号  | 湖に浮かぶデスマスク   | 第九話       | - 草薙が出席した文化祭での出来事 。            |
| 壊死る（くさる） | 『オール讀物』1997年6月号  | 心臓だけが壊死した死体 | 第四話       | - ドラマでの設定はオリジナルで、主犯も異なる。 |
| 爆ぜる（はぜる） | 『オール讀物』1997年10月号 | 水上での謎の爆発事件   | 最終話       | - 2件の事件が発生、舞台が帝都大学。            |
| 離脱る（ぬける） | 『オール讀物』1998年3月号  | 幽体離脱               | 第二話       | - この作品から、「ガリレオ」の愛称が使われる。 |

### 『予知夢』
シリーズ第2作。
- 単行本：2000年6月20日・文藝春秋 ISBN 4-16-319290-5
- 文庫：2003年8月10日・文春文庫 ISBN 4-16-711008-3 （解説：三橋暁）

| タイトル           | 初出                       | 発生事件・現象     | ドラマ放送回 | 備考                                                                                        |
| ------------------ | -------------------------- | ------------------ | ------------ | ------------------------------------------------------------------------------------------- |
| 夢想る（ゆめみる） | 『オール讀物』1998年11月号 | 予知夢             | 第六話       | - 初めて殺人以外の事件を扱う。                                                              |
| 霊視る（みえる）   | 『オール讀物』1999年2月号  | 霊視               | 第八話       | - 夢想る同様、第十三研究室での検証無し。                                                    |
| 騒霊ぐ（さわぐ）   | 『オール讀物』1999年4月号  | ポルターガイスト   | 第三話       | - 草薙が非番の日に受けた依頼から発覚した事件。                                              |
| 絞殺る（しめる）   | 『オール讀物』1999年9月号  | 火の玉、謎の絞殺体 | 第五話       | - 保険金目当てで夫を絞殺したとして妻が疑われる。 とりわけ人情的要素が強い。原作では未解決。 |
| 予知る（しる）     | 『オール讀物』2000年1月号  | 予言、予知         | 第七話       | - 取り扱う事件が自殺。その自殺を夢で 見たと女の子が主張。原作では未解決。                   |

### 『容疑者Xの献身』
- 連載：『オール讀物』2003年6月号 - 2004年6月号、2004年8月号 - 2005年1月号 （連載時の題名は「容疑者X」）
- 単行本：2005年8月30日・文藝春秋 ISBN 4-16-323860-3
- 文庫：2008年8月10日・文春文庫 ISBN 4-16-711012-1

シリーズ第3作で、シリーズ初の長編作。同期のライバルである天才数学者と殺人の隠蔽をめぐる対決。作中P≠NP予想を解く場面が出てくる。

### 『ガリレオの苦悩』
シリーズ第4作。
- 単行本：2008年10月25日・文藝春秋 ISBN 978-4-16-327620-5
- 文庫：2011年10月10日・文春文庫 ISBN 978-4-16-711013-0

| タイトル           | 連載                                   | 発生事象             | ドラマ放送回 | 備考                                                                                           |
| ------------------ | -------------------------------------- | -------------------- | ------------ | ---------------------------------------------------------------------------------------------- |
| 落下る（おちる）   | 『オール讀物』2006年9月号              | 遠隔操作での死体転落 | ガリレオΦ    | - 日本推理作家協会編『ザ・ベストミステリーズ 2007』（講談社）所収 - 内海刑事初登場。           |
| 操縦る（あやつる） | 『別册文藝春秋』第274号（2008年3月号） | 犯人不在の刺殺事件   | ガリレオΦ    | - 「爆ぜる」に続き、湯川の恩師が事件関係者。ドラマ版は恩師ではない。                           |
| 密室る（とじる）   | 『GIALLO』（光文社）2008年SUMMER号     | 密室殺人             | 第六話       | - 「容疑者Xの献身」に続き、湯川の旧友が登場。 - シリーズ中で唯一、警察関係者が一切登場しない。 |
| 指標す（しめす）   | 書き下ろし新作                         | ダウジング           | 第二話       | - 超能力の真贋を見極めることが話の主題。                                                       |
| 攪乱す（みだす）   | 『別册文藝春秋』第276号（2008年7月号） | 予告殺人             | 第九話       | - 湯川に挑戦する人物が現れ、最終的には命を狙われる。                                           |

### 『聖女の救済』
- 単行本：2008年10月25日・文藝春秋 ISBN 978-4-16-327610-6
- 文庫：2012年4月10日・文春文庫 ISBN 978-4-16-711014-7
- 連載：『オール讀物』2006年11月号 - 2008年4月号

シリーズ第5作。シリーズ2作目の長編。内海薫が捜査一課に赴任してから数か月が経っている。草薙が惹かれた女性の完全犯罪に湯川が立ちふさがる。ドラマ版シーズン2の最終話の原作となった。

### 『真夏の方程式』
- 単行本：2011年6月6日・文藝春秋 ISBN 978-4-16-380580-1
- 文庫：2013年5月10日・文藝春秋 ISBN 978-4-16-711015-4
- 連載『週刊文春』2010年1月14日号 - 2010年11月25日号

シリーズ第6作で、シリーズ3作目の長編。湯川と少年の交流、環境活動家の女性との対立を軸に元刑事の謎の死の真相に迫る。

### 『虚像の道化師 ガリレオ7』
シリーズ第7作。
- 単行本：『虚像の道化師 ガリレオ7』2012年8月10日・文藝春秋 ISBN 978-4-16-381570-1
- 文庫：『虚像の道化師』2015年3月10日・文春文庫 ISBN 978-4-16-790311-4

この作品から単行本のカバーがハードカバーからソフトカバーになった。文庫版は単行本『禁断の魔術 ガリレオ8』に収録されていた「透視す」「曲球る」「念波る」の3作を追加し、『虚像の道化師』のタイトルで7作品収録の短編集として刊行された。
| タイトル           | 連載                                   | 発生事象         | ドラマ放送回 | 備考 |
| ------------------ | -------------------------------------- | ---------------- | ------------ | --- |
| 幻惑す（まどわす） | 『別册文藝春秋』第292号（2011年3月号） | 念による心理誘導 | 第一話       | - 単行本化に至るきっかけとなった作品。悪徳宗教団体のトリックを暴くべく、湯川が雑誌記者と協力する。               |
| 心聴る（きこえる） | 『オール讀物』2011年4月号              | 幻聴             | 第三話       | - 草薙の警察学校時代の同期の所轄刑事が登場。草薙に代わって視点主となり、湯川、内海と協力して事件の解決に当たる。 |
| 偽装う（よそおう） | 『オール讀物』2011年7月号              | 散弾銃による殺人 | 第七話       | - 湯川・草薙が友人の結婚式に向かった先で事件に遭遇。本作では珍しく湯川が直接犯人と対峙し、推理を披露する。       |
| 演技る（えんじる） | 『別册文藝春秋』第298号（2012年3月号） | アリバイトリック | 第八話       | - トリックを仕掛けた女優の視点による倒叙形式で描かれる。                                                         |

### 『禁断の魔術 ガリレオ8』
シリーズ第8作で、シリーズ初の全作書き下ろし作品。文庫版はシリーズ4作目の長編。
- 単行本：『禁断の魔術 ガリレオ8』2012年10月15日・文藝春秋 ISBN 978-4-16-381690-6
- 文庫：『禁断の魔術』2015年6月10日・文春文庫 ISBN 978-4-16-790377-0

単行本は短編集であったが、文庫版は「猛射つ」一作品を大幅に改稿し『禁断の魔術』のタイトルで長編小説として刊行された。なお、単行本で収録されている「透視す」「曲球る」「念波る」は文庫版『虚像の道化師』にまとめられている。
| タイトル            | 発生事象   | ドラマ放送回        | 備考 |
| ------------------- | ---------- | ------------------- | --- |
| 透視す （みとおす） | 透視       |                     | ホステスの透視トリックに翻弄される湯川が描かれた。この話では草薙が湯川に頼らずほぼ単独で犯人を挙げており、湯川が推理するのは透視トリックの方となっている。 |
| 曲球る （まがる）   | 変化球     | 第四話              | 落ち目のプロ野球選手を救うべく、湯川の提唱した理論を転用する。犯人は既に捕まっているため登場せず、湯川が解くのは被害者の行動である。                       |
| 念波る （おくる）   | テレパシー | 第五話              | テレパシーができるという双子の存在を知った湯川が、妹に脳磁計を用いて調査。姉を襲った犯人逮捕に挑む。                                                       |
| 猛射つ （うつ）     | レールガン | ガリレオ 禁断の魔術 | 20歳近く離れた湯川の後輩が登場。 |

### 『沈黙のパレード』
- 単行本：2018年10月10日・文藝春秋 ISBN 978-4-16-390871-7
- 文庫：2021年9月10日・文春文庫 ISBN 978-4-16-791745-6

シリーズ第9作で、シリーズ5作目の長編。

### 『透明な螺旋』
- 単行本：2021年9月10日・文藝春秋 ISBN 978-4-16-391424-4
- 文庫：2024年9月4日・文春文庫 ISBN 978-4-16-792268-9

シリーズ第10作で、シリーズ6作目の長編。文庫版は巻末に短篇「重命る」を特別収録。

## ジュニア版

### 『ガリレオの事件簿』
小学校高学年から中学生向けに新たに再構成したジュニア版で、1巻、2巻は『探偵ガリレオ』『予知夢』『ガリレオの苦悩』から4編ずつ採録。加えて漫画家ユニットのうめが湯川たちのキャラクターデザインを行い装画・挿絵を手がけている。
1. ガリレオの事件簿1 ポルターガイストの謎を解け：2022年8月10日・文藝春秋 ISBN 978-4-16-391577-7
「騒霊ぐ」「落下る」「転写る」「絞殺る」を収録。
2. ガリレオの事件簿2 幽体離脱の謎を追え：2022年9月10日・文藝春秋 ISBN 978-4-16-391592-0
「指標す」「霊視る」「爆ぜる」「離脱る」を収録。
3. ガリレオvs.メタルの魔術師 ガリレオの事件簿：2023年7月10日・文藝春秋 ISBN 978-4-16-391719-1
「操縦る」「曲球る」「幻惑す」を収録。